# Jezero (Sjenica)
Jezero (Servisch cyrillisch Језеро) is een plaats in de Servische gemeente Sjenica. De plaats telt 24 inwoners (2002).